# Происхождение видов (мультфильм)
«Происхождение видов» — мультипликационный сериал студии Pilot («Second Frog» animation group) режиссёра Рината Газизова.

## Содержание
- «Происхождение видов. Ёжик» (1992)
- «Происхождение видов. Страус» (1992)
- «Происхождение видов. Верблюд» (1992)
- «Происхождение видов. Лягушка» (1992)
- «Происхождение видов. Жираф» (1992)
- «Происхождение видов. Носорог» (1992)
- «Происхождение видов. Зебра» (1992)
- «Происхождение видов. Кенгуру» (1993)
- «Происхождение видов. Такса» (1993)
- «Происхождение видов. Дятел» (1993)
- «Происхождение видов. Ящерица» (1993)
- «Происхождение видов. Русалка» (1993)
- «Происхождение видов. Осьминог» (1993)

## Сюжет
Каждая серия представляет собой пародийное изложение Дарвинской теории «О происхождении животных».

### Ёжик
В этой серии рассказывается о том, откуда у ёжика появились колючки. Все начинается с того, что неизвестной науке зверек (похожий больше на собаку) съедает цветки с горшков. Но однажды он съел колючее растение, такое большое, что зверек растолстел. А после того, как он проглотил, на его коже выросли колючки.

### Страус
В этой серии рассказывается, почему страус бежит очень быстро. Однажды, охотник решил поймать безногую, с большими крыльями, огромную птицу. Та падает вниз. Казалось, что добыча поймана, но птица просто так не сдастся. Она убегает от охотника при помощи своих крыльев, ставших в результате облысения ногами. В конце концов, охотнику не удалось поймать её.

### Верблюд
Данная серия является пародией на русские народные сказки о Иване-Царевиче и Змее Горыныче (восточная версия). Охотник в чалме нападает на трехголовое чудовище, отрубая саблей две головы. Однако убивать само чудище он не решился, а лишь оседлал его, надев на него упряжку. Так произошли верблюды.

### Лягушка
Здесь говорится о том, почему большинство лягушек покрыты пятнами. Все начинается со сватанья двух комаров, которых съедает лягушка. Сваты решают спасти жениха и невесту, кусая своими жалами за брюхо. От боли лягушка выплевывает своих жертв, а затем чешет своё брюхо. Из-за чесотки на теле образовались прыщики.

### Жираф
Гиппопотам маленького роста все никак не может достать с дерева вкусные листья. Он так обижается, что не замечает, как его проглатывает пятнистая змея. Но он не сдается, а приручает змею, поставив её на ноги и заставляя сорвать листья с дерева. Именно так родились жирафы.

### Носорог
Носорог, у которого вырастает рог на носу из-за возбуждения, замечает бегемотиху, которая заманивает его в траву, где происходит между ними половой акт. После спаривания у носорога из носа выпадает рог.

### Зебра
Обыкновенная лошадка, измученная жарой, внезапно находит укрытие, думая, что это дерево. Но солнце садится, и, как оказалось, это были журавли, которые улетели обратно с теплых краев домой. В это время лошадка поворачивается к ним, и мы видим, что на теле лошадки образовались полоски от загара. Так появилась первая зебра.

### Кенгуру
Здесь рассказывается о том, что раньше у кенгуру вместо кармана был ещё один рот, который съедал все подряд, чаще зверей. Из-за своей жадности и бессердечности он нечаянно съедает черепаху, вместе с панцирем. Результат: зубы сломались. Оставшийся без своего дополнительного рта кенгуру решает собрать яблоки и угостить им второй рот. Тут приходит идея сделать его в качестве своего большого кармана.

### Такса
Всё начинается с того, что в парке на встречу к своей подруге приходит дама с собакой на поводке. Она привязывает собаку к карусели, из-за чрезмерно долгого разговора не замечая, как та становится длиннее оттого, что карусель приводили в действие. В итоге хозяйка падает в обморок от такого ужасного зрелища.

### Дятел
Обыкновенный дятел целый день беспорядочно спаривался с чужими особями птиц. Это так надоело птицам, что они решили его проучить, лишив его мужского достоинства. Но дятел, увидев маленькое дупло, думая, что эрогенная зона, решает постучать по нему. Как видно, дятлу это нравится.

### Ящерица
Пародия на сказку «Золушка», где в роли неё участвует ящерица, а вместо хрустальной туфельки она теряет свой длинный хвост.

### Русалка
На арене цирка фокусник решает провести номер, в котором его ассистентка и рыба поменяются телами. Номер завершился неудачно, так как рыба с человеческими ногами убегает прочь, оставив девушку со своим хвостом.

### Осьминог
Обыкновенный любовник по дороге к замужней встречает на витрине осьминога, задаваясь вопросом, почему у него такие большие щупальца. Ответ он получает тогда, когда ему пришлось долго держаться за окном, чтобы муж не заметил, как его жена спала с её любовником.

## Призы и награды
- 1993 — 2-й МФ анимационных фильмов «Крок» — Специальный приз
- 1994 — Премия «Ника», в категории анимационных фильмов